# توماس جونز روجرز
توماس جونز روجرز (بالإنجليزية: Thomas Jones Rogers) هو مُحرِّر وسياسي أمريكي، ولد في 1781 في وترفورد في جمهورية أيرلندا، وتوفي في 7 ديسمبر 1832 في نيويورك في الولايات المتحدة. انتخب عضو مجلس ولاية بنسيلفانيا وانتخب عضو مجلس النواب الأمريكي.